# Posterunek następczy
Posterunek następczy – posterunek ruchu służący do regulacji następstwa jazdy pociągów w ten sposób, że dzieli odcinek kolejowy na szlaki, a szlaki na odstępy, umożliwiając dzięki temu - po nastawieniu odpowiedniego sygnalizatora - przejazd lub odjazd pociągu tylko wtedy, gdy tor przyległego szlaku lub odstępu do tego posterunku jest wolny.
Posterunki następcze dzielą się na:
- posterunki zapowiadawcze
- posterunki bocznicowe
- posterunki odstępowe